# Ilinca Băcilă
Ilinca Maria Băcilă (Târgu Mureș, 17 augustus 1998) is een Roemeens zangeres.

## Biografie
Băcilă raakte in 2014 bekend in eigen land door deel te nemen aan de Roemeense versie van The Voice. Begin 2017 nam ze samen met Alex Florea deel aan Selecția Națională, de Roemeense preselectie voor het Eurovisiesongfestival. Met het nummer Yodel it! won het duo de nationale finale, waardoor ze hun vaderland mochten vertegenwoordigen op het Eurovisiesongfestival 2017, dat gehouden werd in de Oekraïense hoofdstad Kiev. Hier zijn zij uiteindelijk op een 7e plaats geëindigd.

## Discografie

### Singles
| Single met eventuele hitnotering(en) in de Nederlandse Top 40 | Datum van verschijnen | Datum van binnenkomst | Hoogste positie | Aantal weken | Opmerkingen                                                                          |
| ------------------------------------------------------------- | --------------------- | --------------------- | --------------- | ------------ | ------------------------------------------------------------------------------------ |
| Yodel it!                                                     | 2017                  | -                     |                 |              | Inzending Eurovisiesongfestival 2017 / met Alex Florea / Nr. 90 in de Single Top 100 |

1994: Dan Bittman · 
1998: Mălina Olinescu · 
2000: Taxi · 
2002: Monica Anghel & Marcel Pavel · 
2003: Nicola · 
2004: Sanda Ladoși · 
2005: Luminița Anghel & Sistem · 
2006: Mihai Trăistariu · 
2007: Todomondo · 
2008: Nico & Vlad Miriță · 
2009: Elena Gheorghe · 
2010: Paula Seling & Ovi · 
2011: Hotel FM · 
2012: Mandinga · 
2013: Cezar · 
2014: Paula Seling & Ovi · 
2015: Voltaj · 
2017: Ilinca feat. Alex Florea · 
2018: The Humans · 
2019: Ester Peony · 
2021: Roxen · 
2022: WRS · 
2023: Theodor Andrei